# Маунтен-Парк (округ Фултон, Джорджія)
Маунтен-Парк (англ. Mountain Park) — місто (англ. city) в США, в округах Фултон і Черокі штату Джорджія. Населення — 583 особи (2020).

## Географія
Маунтен-Парк розташований за координатами 34°4′59″ пн. ш. 84°24′49″ зх. д. / 34.08306° пн. ш. 84.41361° зх. д. (34.083035, -84.413635).  За даними Бюро перепису населення США в 2010 році місто мало площу 1,39 км², з яких 1,21 км² — суходіл та 0,18 км² — водойми.

## Демографія
Згідно з переписом 2010 року, у місті мешкало 547 осіб у 253 домогосподарствах у складі 161 родини. Густота населення становила 395 осіб/км².  Було 289 помешкань (209/км²).
Расовий склад населення:
| - 97,4 % — білих - 0,7 % — чорних або афроамериканців - 0,4 % — корінних американців - 0,4 % — азіатів |

До двох чи більше рас належало 0,9 %. Частка іспаномовних становила 3,1 % від усіх жителів.
За віковим діапазоном населення розподілялося таким чином: 17,6 % — особи молодші 18 років, 70,0 % — особи у віці 18—64 років, 12,4 % — особи у віці 65 років та старші. Медіана віку мешканця становила 45,9 року. На 100 осіб жіночої статі у місті припадало 89,9 чоловіків;  на 100 жінок у віці від 18 років та старших — 87,1 чоловіків також старших 18 років.
Середній дохід на одне домашнє господарство  становив 86 935 доларів США (медіана — 56 406), а середній дохід на одну сім'ю — 108 364 долари (медіана — 101 111). За межею бідності перебувало 14,6 % осіб, у тому числі 17,3 % дітей у віці до 18 років та 0,0 % осіб у віці 65 років та старших.
Цивільне працевлаштоване населення становило 340 осіб. Основні галузі зайнятості: науковці, спеціалісти, менеджери — 19,7 %, освіта, охорона здоров'я та соціальна допомога — 15,3 %, роздрібна торгівля — 12,9 %.